# 화이티 포드
에드워드 찰스 "화이티" 포드(Edward Charles "Whitey" Ford, 1928년 10월 21일 ~ 2020년 10월 8일)는 전 메이저 리그 야구 선수로 18년 동안 (1950년 ~ 1967년) 뉴욕 양키스의 투수로 활약했다. 1974년에 명예의 전당에 입성했으며, 그의 등번호 16번은 뉴욕 양키스의 영구 결번으로 지정되어 있다.

## 생애 초기
뉴욕의 퀸스 옆인 아스토리아에서 태어났는데 양키 스타디움에서 얼마 떨어지지 않은 곳이었다. 1947년 뉴욕 양키스와 아마추어 자유계약선수로 계약을 맺고 그 후 20년을 양키스에서만 뛰었다. 마이너 리그에 머물러 있는 동안 유난히도 눈에 띄는 금발로 인해 '화이티'라는 별명을 얻게 되었다. 퀸즈의 서니사이드 근처의 애비에이션(Aviation) 고등학교를 졸업했다.
1950년 7월 1일에 메이저 리그에 데뷔한 후, 처음으로 패배를 당했을 때에는 이미 9연승을 질주한 다음이었다. 이런 활약 덕분에 신인에다 단지 112이닝을 던졌을 뿐인데도 MVP 투표에서 득표를 했고, 스포팅 뉴스가 올해의 신인으로 선정했다. (전미기자협회 선정 신인왕은 월트 드로포(Walt Dropo)였다.)
1951년과 1952년에는 한국 전쟁에 참전하면서 빠졌다가 1953년에 양키스에 복귀해서 앨리 레이놀즈, 빅 래씨, 에디 로팟의 '빅 3' 투수진에 합류해 '빅 4'의 일원이 되었다.

## 프로 선수 시절
막강 투수진의 4선발로 시작해서 양키스의 No.1 투수가 된 포드는, 어떤 위기 상황에서도 마운드에서의 침착함과 구위를 유지하는 능력으로 '회장님'(Chairman of the Board)이라고 불렸다. 또한 감독인 케이시 스텡걸이 포드랑 빌리 마틴, 미키 맨틀을 가리키면서 했던 말(Whiskey Slicks)에서 파생된 '뺀질이(Slick)'라는 별명으로도 유명했다.
포드는 타자를 압도하는 빠른 볼을 갖지 못했기 때문에 투구에 속임수를 넣을 필요가 있었고 그럴 만한 다양한 구종과 정밀한 제구력을 갖고 있었던 덕분에 뛰어난 투구가 가능했고, 좌완의 이점을 살려 주자들을 베이스에 묶어두는 데 탁월한 능력을 발휘했다. 그렇지만 탈삼진 능력 또한 좋아서 1956년과 1958년에 아메리칸 리그 타이 기록인 6타자 연속 탈삼진 기록을 두 번이나 세우기도 했다. 1955년에는 2경기 연속 1안타 경기 기록을 세우기도 했다. (다만 노히트 경기를 한 적은 없다.)
그의 수상 경력은 아래와 같다.
- 1955년 완투, 다승 아메리칸 리그 1위
- 1956년 평균자책점과 승률 1위
- 1958년 평균자책점 1위
- 1961년 승률 1위
- 1963년 승률 1위
- 1961년 사이 영 상

1963년에도 사이 영 상에 근접한 성적을 올렸으나 양 리그를 분리해서 주기 전이어서 내셔널 리그인 LA 다저스의 샌디 쿠팩스에 밀려 놓쳤다. 사이 영 상이 1955년에도 있었다면 탈 만한 성적이었으나, 시상은 1년 뒤부터였다.
포드의 통산 기록을 보면 화려한 양키스 타선과 함께 했음에도 불구하고 통산 236승이라 괜찮은 투수 정도이지 역사에 남을 전설인가 하는 의문이 들 수 있다. 하지만 그가 활약하던 때 그를 둘러싼 외부 조건을 살펴보면 그의 능력에 대해 감안해야 할 부분이 나타난다. 먼저 한국전쟁 참전으로 인해 2년간 시즌을 보내지 못했던 점인데, 군 입대 전인 1950년에 90%의 승률, 그리고 복귀 후 첫 해에도 18승을 거둔 걸 생각해보면 지금의 통산 성적보다 더 많은 승수가 가능했을 거라는 가정을 할 수 있다. 더 중요한 점은 감독인 케이시 스텡걸이 그를 활용한 방식이다. 스텡걸은 포드를 선발 로테이션에 맞춰서 등판시키기보다는, 타이거스나 인디언스, 화이트삭스와 같은 강팀들과 주로 맞붙였기 때문에 다른 선수들보다 더 힘들게 투구해야 했고, 또한 등판 기회도 적었다. 스텡걸이 물러난 후 감독이 된 랠프 후크 아래서 포드가 기록한 성적과 대비해보면 그러한 가정에 설득력이 있음을 알 수 있다. 1961년, 후크는 약속한 대로 상대팀과 상관없이 규칙적으로 4일 로테이션을 돌려줬고, 덕분에 9년 간 스텡걸 밑에서는 한 번도 30 등판 기록을 한 적 없던 그가 39번 등판을 해 25승 4패의 성적으로 사이 영 상을 수상할 수 있었다. 선수 생활 중에서 가장 좋은 기록이었다. 다만 1961년 시즌은 로저 메리스와 미키 맨틀이 벌인 '베이브 루스의 한 시즌 최다 홈런 기록 경신' 경쟁이 가장 큰 화제였기 때문에 그의 성적은 대중의 주목을 덜 받은 면이 있다. 포드가 1961년에 세운 또 다른 기록으로 243이닝 연속으로 도루 허용이 없었다는 건데, 위에서 얘기한 주자 견제 능력이 가장 큰 요인이었다.
1963년 5월, 완봉승을 거둔 후 포드는, 의사가 '담배를 피오는 건 버스가 출발할 때 나오는 매연을 얼굴에 그대로 끼얹는 것과 같은 거다'라고 한 충고를 받아들여 금연하겠다고 선언했다.
말년에 낸 자서전에서 고백하길, 포드는 자신이 부정투구를 했고 그건 나이 때문에 쇠퇴하는 기량 때문에 어쩔 수 없었다라고 변명했다. "나는 내 선수생활 후반기까지 속임수를 쓰지 않다가 나이가 들면서 선수 생활을 계속하기 위해 쓰기 시작했다. 1961년에 25승을 거둘 때는 속임수를 쓰지 않았고, 그렇기 때문에 누구도 내 사이 영 상을 박탈할 수 없을 거라고 생각한다. 그리고 24승을 거둔 1963년에도 마찬가지다. 부정투구는 그 후 조금이었을 뿐이다."

## 통산 성적
통산 236승(227선발승)(106패)을 뉴욕 양키스에서만 올렸으며 이는 팀 역사상 최고 기록이다. 우완 투수 레드 러핑이 통산 273승(264선발승)이기는 하지만 양키스에서는 231승(225선발승)이다. 그 외 양키스를 거쳐간 투수 중에서 더 많은 승을 올린 투수들이 있지만 (로저 클레멘스는 양키스에서 300승째를 올렸다) 여러 팀에서 거둔 승리들이며, 순수하게 양키스에서만 거둔 승리로는 포드가 최다승이다.
통산 성적에서 승패가 300 이상인 투수들 중에서 포드의 승률은 6할 9푼으로 현대 야구 역사에서 최고이다. 그의 높은 승률은 단지 양키스라는 팀에 있어서때문만은 아니다. 포드가 뛰는 16년 동안 양키스는 1,486승 1,027패를 했는데, 포드의 236승 106패를 제외하면 1,250승 921패에 승률 0.576이며 이는 포드의 승률에 비하면 11.4% 포인트나 차이가 나는 수치로 팀의 덕을 안봤다고 할 수는 없지만, 그의 능력을 부인할 수가 없다.
포드의 평균 자책점도 2.75로 1920년부터 시작된 라이브 볼 시대 이후 선발투수로는 최고이며, 그가 기록한 최악의 평균 자책점도 불과 3.24밖에 안될 정도이다. 거기에 8번의 1-0 승리를 포함해 45번의 완봉승을 거두었다.
| 연도 | 나이 | 팀     | 리그 | 승  | 패  | 승률  | 평균 자책 | 선발 | 구원 | 완투 | 완봉 | 세이브 | 이닝  | 실점  | 자책점 | 피홈런 | 볼넷  | 탈삼진 | WHIP  |
| ---- | ---- | ------ | ---- | --- | --- | ----- | --------- | ---- | ---- | ---- | ---- | ------ | ----- | ----- | ------ | ------ | ----- | ------ | ----- |
| 1950 | 21   | 양키스 | AL   | 9   | 1   | 0.900 | 2.810     | 12   | 5    | 7    | 2    | 1      | 112   | 39    | 35     | 7      | 52    | 59     | 1.241 |
| 1953 | 24   | 양키스 | AL   | 18  | 6   | 0.750 | 3.000     | 30   | 2    | 11   | 3    | 0      | 207   | 77    | 69     | 13     | 110   | 110    | 1.435 |
| 1954 | 25   | 양키스 | AL   | 16  | 8   | 0.667 | 2.820     | 28   | 4    | 11   | 3    | 1      | 210   | 72    | 66     | 10     | 101   | 125    | 1.286 |
| 1955 | 26   | 양키스 | AL   | 18  | 7   | 0.720 | 2.630     | 33   | 4    | 18   | 5    | 2      | 253   | 83    | 74     | 20     | 113   | 137    | 1.187 |
| 1956 | 27   | 양키스 | AL   | 19  | 6   | 0.760 | 2.470     | 30   | 1    | 18   | 2    | 1      | 225   | 70    | 62     | 13     | 84    | 141    | 1.201 |
| 1957 | 28   | 양키스 | AL   | 11  | 5   | 0.688 | 2.570     | 17   | 2    | 5    | 0    | 0      | 129   | 46    | 37     | 10     | 53    | 84     | 1.291 |
| 1958 | 29   | 양키스 | AL   | 14  | 7   | 0.667 | 2.010     | 29   | 1    | 15   | 7    | 1      | 219   | 62    | 49     | 14     | 62    | 145    | 1.076 |
| 1959 | 30   | 양키스 | AL   | 16  | 10  | 0.615 | 3.040     | 29   | 4    | 9    | 2    | 1      | 204   | 82    | 69     | 13     | 89    | 114    | 1.387 |
| 1960 | 31   | 양키스 | AL   | 12  | 9   | 0.571 | 3.080     | 29   | 1    | 8    | 4    | 0      | 192   | 76    | 66     | 15     | 65    | 85     | 1.209 |
| 1961 | 32   | 양키스 | AL   | 25  | 4   | 0.862 | 3.210     | 39   | 0    | 11   | 3    | 0      | 283   | 108   | 101    | 23     | 92    | 209    | 1.180 |
| 1962 | 33   | 양키스 | AL   | 17  | 8   | 0.680 | 2.900     | 37   | 0    | 7    | 0    | 0      | 257   | 90    | 83     | 22     | 69    | 160    | 1.211 |
| 1963 | 34   | 양키스 | AL   | 24  | 7   | 0.774 | 2.740     | 37   | 1    | 13   | 3    | 1      | 269   | 94    | 82     | 26     | 56    | 189    | 1.099 |
| 1964 | 35   | 양키스 | AL   | 17  | 6   | 0.739 | 2.130     | 36   | 2    | 12   | 8    | 1      | 244   | 67    | 58     | 10     | 57    | 172    | 1.099 |
| 1965 | 36   | 양키스 | AL   | 16  | 13  | 0.552 | 3.240     | 36   | 1    | 9    | 2    | 1      | 244   | 97    | 88     | 22     | 50    | 162    | 1.191 |
| 1966 | 37   | 양키스 | AL   | 2   | 5   | 0.286 | 2.470     | 9    | 7    | 0    | 0    | 0      | 73    | 33    | 20     | 8      | 24    | 43     | 1.411 |
| 1967 | 38   | 양키스 | AL   | 2   | 4   | 0.333 | 1.640     | 7    | 0    | 2    | 1    | 0      | 44    | 11    | 8      | 2      | 9     | 21     | 1.114 |
| 통산 |      |        |      | 236 | 106 | 0.690 | 2.750     | 438  | 35   | 156  | 45   | 10     | 3,170 | 1,107 | 967    | 228    | 1,086 | 1,956  | 1.215 |

## 월드시리즈
포드의 탁월함은 월드시리즈에서 특히 도드라진다. 포드는 1955~1958, 1961~1964 월드시리즈에서 첫 경기 선발등판을 했고, 월드시리즈 1경기 선발 등판을 4년 연속으로 한 투수는 그뿐이며, 그것도 두 번이나 했다. 팀의 전력과 그의 능력이 결합한 기록이라 다시 세우기 쉽지 않은 기록이다. 피츠버그 파이리츠와 격돌한 1960년 월드시리즈에서 스텡걸은 포드를 2경기까지 아끼는 걸로 작전을 바꿔 3경기에 등판시켰다. 포드는 그러한 작전에 화가 났지만 3경기와 6경기에서 모두 완봉승을 거뒀다. 1905년 크리스티 매튜슨의 월드시리즈 3완봉승 위업에 1경기가 모자랐기 때문에 1경기부터 뛰었으면 하는 어땠을까 하는 추측도 있으며, 5연속 월드시리즈 첫 경기 선발도 무산되었다. (시리즈는 빌 매저로스키가 7차전에서 끝내기 홈런을 날리면서 피츠버그의 승리로 끝났다.) 이 시리즈를 끝으로 스텡걸은 해고되었고 랠프 후크가 부임했다.
10승의 최다승 기록과 함께 최다패, 최다 선발, 최다 이닝, 최다 피안타, 볼넷, 탈삼진 등 월드시리즈에서의 갖가지 기록들은 포드의 차지이다. 1961년에는 베이브 루스(그는 원래 뛰어난 투수였다)가 갖고 있던 월드시리즈에서 29와 2/3이닝 연속 무실점 기록을 깨더니만 최종적으로 33과 2/3이닝 무실점 기록을 세웠다. 그의 기록은 포스트 시즌 기록이기도 한데, 2000년에 같은 팀인 마리아노 리베라가 깨기 전까지 장장 40년 동안 최고 기록이었고, 월드시리즈 기록으로는 여전히 최고이다. 1961년 월드시리즈에서 신시내티 레즈를 상대해 2경기 선발 등판으로 14이닝 동안 무실점의 피칭을 펼쳤고 월드시리즈 MVP에 선정되었다. 그 외로 양키 스타디움 말고도 7개의 구장에서 월드시리즈 등판을 한 기록도 있다.
- Ebbets Field (1953년, 1956년) - 브루클린 다저스
- 밀워키 카운티 스타디움 (1957년, 1958년) - 밀워키 브레이브스
- 포브스 필드 (1960년) - 피츠버그 파이리츠
- 크로슬리 필드 (1961년) - 신시내티 레즈
- 캔들스틱 파크 (1962년) - 샌프란시스코 자이언츠
- 다저 스타디움 (1963년) - LA 다저스
- Sportsman's Park (1964년) - 세인트루이스 카디널스

## 은퇴
1966년 8월 심혈관계 문제로 수술한 이후 더 이상 공을 던지기가 힘들자 선수생활을 그만두기로 결정했다. 1967년 5월 마지막 경기에 선발 등판해 1이닝만 던진 후 월말에 38의 나이로 은퇴했다. 선수생활 초기의 등번호는 19번이었으나 1953년 한국전쟁 참전 후 복귀한 후 16번으로 바꿔서 은퇴까지 함께 했으며 복귀 뒤 본인(포드)이 쓴 등번호 16번은 본인(포드) 은퇴 후 드와이트 구든 등   투수들에게 인기가 높았다. 1974년 팀 동료이자 친구였던 미키 맨틀과 함께 명예의 전당에 입성했고, 양키스는 그에 맞춰 그의 등번호를 영구 결번으로 지정했다. 1987년 8월 2일, 구단은 모뉴먼트 파크에 또 다른 전설적인 좌완 레프티 고메즈와 함께 포드를 위한 명판을 만들어 봉헌했다.
1999년 스포팅 뉴스가 선정한 야구 역사상 최고의 선수에서 52위로 꼽혔고, MLB 센추리 팀 후보에도 꼽혔다. 2003년에는 뉴욕주 나쏘(Nassau) 카운티의 스포츠 선수 명예의 전당에도 뽑혔다. 2008년 올스타전에서 시구를 맡았고, 그해 11월 21일 요기 베라와 함께 양키 스타디움에서 벌어진 최종전에서 초대 손님으로 방송에 참여하기도 했다.

## 사망
2020년 10월 8일에 롱아일랜드의 자택에서 사망했다.

## 그외
- 1998년, 그래미 수상자 에버라스트(Everlast)가 발매한 'Whitey Ford Sings the Blues'라는 타이틀의 음반이 대성공을 거뒀다.
- 로저 메리스와 미키 맨틀의 베이브 루스 한 시즌 홈런 기록 경신 레이스를 다룬 HBO 케이블 영화 '61*'에서 앤서니 마이클 홀(Anthony Michael Hall)이 그로 분했다.
- 현재 포드는 야구 선수들을 돕는 Baseball Assistance Team에서 자문 위원으로 활동하고 있다.